# Parc du Thabor
Parc du Thabor (ook: jardin du Thabor) is een park nabij het centrum van de Franse stad Rennes. Het park heeft een oppervlakte van meer dan tien hectare. De naam verwijst naar de berg Thabor die gelegen is aan het Meer van Galilea in Israël.
Het park bevindt zich naast de Notre-Dame-en-Saint-Melaine-kerk. Het park bestaat onder meer uit een Franse tuin, een Engelse tuin, een botanische tuin en een rosarium. In het park bevinden zich een orangerie, een volière en een muziekkiosk, die dateert uit 1880 en werd gerestaureerd in 2011.
Oorspronkelijk was het park een moestuin van de monniken van de Saint-Melaine-abdij. In de loop van de tijd is de tuin vergroot en is het ontwikkeld tot een openbaar park. In de negentiende eeuw is het park verder vormgegeven door de broers Denis en Eugène Bühler.